# Rafał Niedzielski

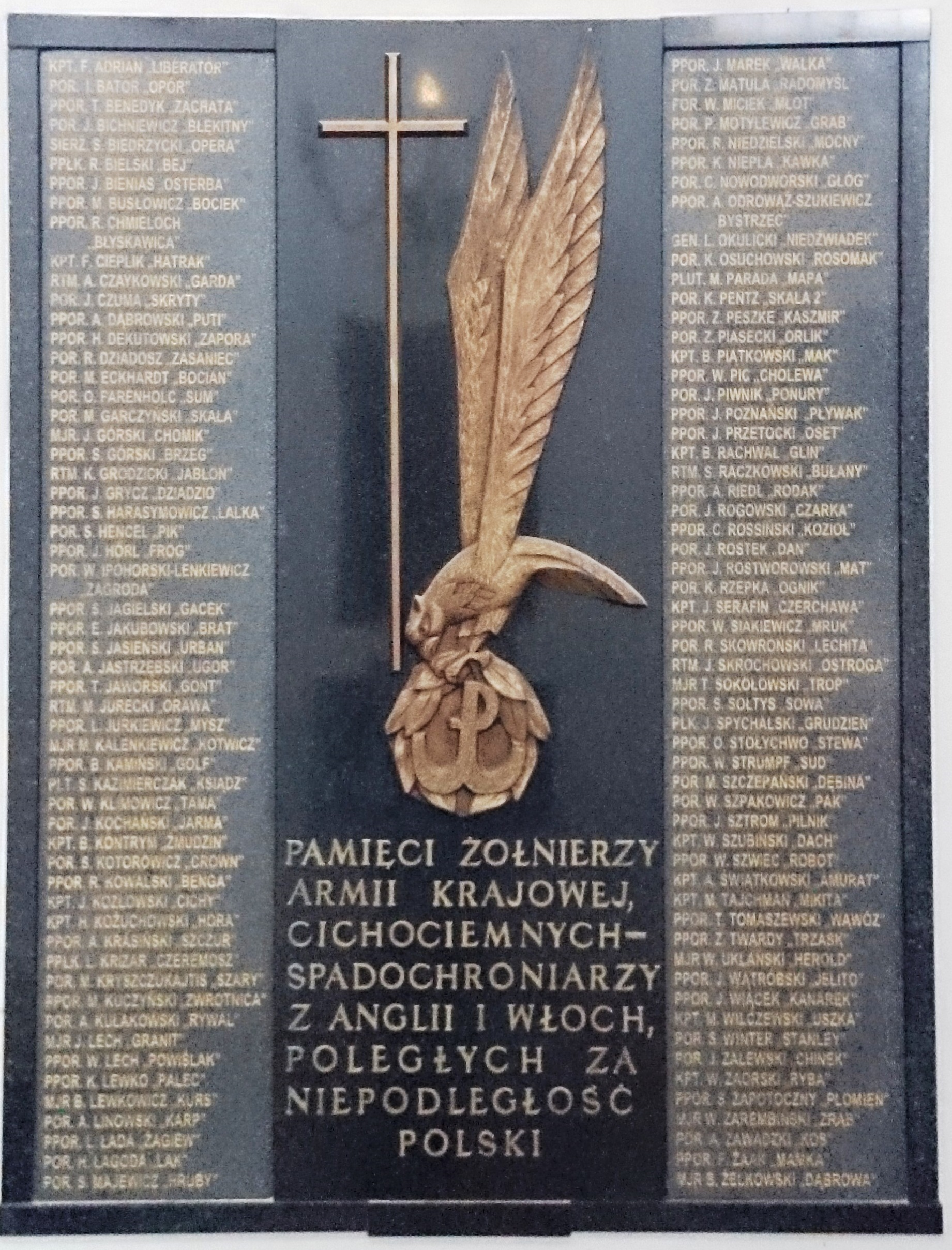
Tablica w kościele św. Jacka w Warszawie, upamiętniająca poległych cichociemnych, w tym Rafała Niedzielskiego

Rafał Andrzej Niedzielski vel Stanisław Zagórski pseud.: Mocny, Twardy, Rafał (ur. 25 maja 1923 w Szczebrzeszynie, zm. 4 września 1943 w Wólce Plebańskiej) – żołnierz Polskich Sił Zbrojnych, oficer Armii Krajowej, podporucznik kawalerii, cichociemny.

## Życiorys
Był wychowankiem Korpusu Kadetów nr 1 we Lwowie.
We wrześniu 1939 roku nie został zmobilizowany. 28 października przekroczył granicę polsko-węgierską. W listopadzie dotarł do Francji, gdzie został skierowany do 10 Brygady Kawalerii Pancernej. W czerwcu 1940 roku przedostał się do Wielkiej Brytanii, gdzie służył w 24 pułku ułanów 10 Brygady Kawalerii Pancernej.
Zgłosił się do służby w kraju. Po przeszkoleniu w dywersji został zaprzysiężony 13 stycznia 1942 roku w Oddziale VI Sztabu Naczelnego Wodza. Zrzutu dokonano w nocy z 27 na 28 marca 1942 roku w ramach operacji „Boot” dowodzonej przez kpt. naw. Antoniego Voelnagela. Dostał przydział na I Odcinek Wachlarza do Winnicy jako dowódca patrolu dywersyjnego. Operował również na linii Lwów – Tarnopol – Płoskirów – Winnica – Żmerynka. W marcu 1943 roku został przydzielony do Kedywu Obszaru Lwowskiego AK na stanowisko dowódcy Oddziału Dyspozycyjnego Kedywu. Podczas przejazdu z Warszawy do Lwowa został aresztowany (wraz ze Stanisławem Wolffem „Babińskim”) w Zagnańsku. W czerwcu 1943 roku uciekł z aresztu i dołączył do Zgrupowania „Ponurego” jako oficer komendy i zastępca dowódcy Zgrupowania II, Waldemara Szwieca „Robota”. Od 13 lipca był dowódcą 1 plutonu tego zgrupowania. Brał udział we wszystkich akcjach Zgrupowania II, jak i innych akcjach Zgrupowania „Ponurego”, m.in.:
- 2/3 lipca 1943 roku – na pociągi pod Łączną i Jędrowem,
- 12/13 lipca – akcji odwetowej na pociąg pod posterunkiem blokowym Podłazie,
- 19/20 sierpnia – akcji na pociąg koło przystanku Wąsosz,
- 31 sierpnia / 1 września – opanowaniu Końskich.

Trzy dni później zgrupowanie zatrzymało pociąg pod Wólką Plebańską w biały dzień. O zatrzymany pociąg walczono wręcz. Zdobyto kilkanaście sztuk niemieckiej broni maszynowej i zabito 16 Niemców i Ukraińców. Po polskiej stronie było trzech rannych i jeden zabity: ppor. Rafał Niedzielski „Mocny”. Żołnierz Werkschutzu, Ukrainiec, który zastrzelił Niedzielskiego, został natychmiast zabity przez strz. Henryka Dąbczyńskiego „Kruka”.

## Odznaczenia
- Krzyż Srebrny Orderu Virtuti Militari – pośmiertnie – nr 13418[3]

## Życie rodzinne
Rafał Niedzielski był synem Tadeusza (1877–1953), dyrektora Państwowego Seminarium Nauczycielskiego Męskiego w Szczebrzeszynie oraz Mirosławy Wincentyny z domu Składkowskiej (1888–1945), siostry gen. Felicjana Sławoja Składkowskiego, który jednocześnie był jego ojcem chrzestnym. Niektóre źródła podają za Chlebowskim błędną informację, że Niedzielski był siostrzeńcem Kazimierza Sosnkowskiego. Rafał miał 2 siostry: Ewę (1920–1943) i Marię (1922–2016) – obie służyły w ZWZ-AK. Ewa zginęła w Auschwitz-Birkenau.

## Upamiętnienie
W lewej nawie kościoła św. Jacka przy ul. Freta w Warszawie odsłonięto w 1980 roku tablicę Pamięci żołnierzy Armii Krajowej, cichociemnych – spadochroniarzy z Anglii i Włoch, poległych za niepodległość Polski. Wśród wymienionych 110 poległych cichociemnych jest Rafał Niedzielski.